# گل و ماسه
گل و ماسه (انگلیسی: Mud and Sand) یک فیلم صامت آمریکایی به کارگردانی گیلبرت پرت است که در سال ۱۹۲۲ منتشر شد.

## بازیگران
- استن لورل
- می دالبرگ
- لیونا آندرسون
- ویلر درایدن